# 皮亞爾湖 (孔多波日斯基區)
62°18′45″N 33°43′51″E / 62.31250°N 33.73083°E
皮亞爾湖（俄语：Пялозеро），是俄羅斯的湖泊，位於該國西北部，由卡累利阿共和國負責管轄，面積17.5平方公里，海拔高度60米，湖岸線長度23.4公里，平均水深2.6米，最大水深5.3米。